# Tatort: Kopflos
Kopflos ist ein Fernsehfilm aus der Krimireihe Tatort der vom Hessischen Rundfunk (HR) unter der Regie von Sylvia Hoffman produziert und am 22. Januar 1989 im Programm Das Erste zum ersten Mal gesendet wurde. Es handelt sich um die 215. Tatort-Folge und den fünften Fall des Frankfurter Kriminalhauptkommissars Edgar Brinkmann.
Brinkmann muss diesmal einen überführten Mörder laufen lassen, weil „höherrangige Sicherheitsinteressen des Landes“ es erfordern.

## Handlung
Christa Rako trifft sich mit ihrem Exmann Dr. Fred Bergner. Sie setzt ihn davon in Kenntnis, dass ihr gemeinsamer Sohn, für den sie beide zu wenig Zeit hatten, als er sie wirklich brauchte, in ein Drogendelikt verwickelt und aus dem Internat verschwunden ist. Bergner verspricht, sich deshalb mit einem Anwalt in Verbindung zu setzen. Zunächst muss er in die Firma zurück. Er leitet die Forschungsabteilung der Frankfurter Tronc-Werke. Eine Delegation eines amerikanischen Unternehmens interessiert sich für ein neuentwickeltes Laser-Verfahren zur Härtung von Metalloberflächen.
Ines Bergner, die ihren Mann am Abend in der Firma abholen will, findet ihn leblos an seinem Schreibtisch sitzend. Sie eilt, um Hilfe zu holen. Als jedoch die Polizei eintrifft, ist Fred Bergner verschwunden. Kommissar Brinkmann übernimmt den Fall und befragt Bergners Kollegen Dr. Warnke. Von ihm erfährt der Ermittler, dass es Gerüchte gibt, wonach Bergner vorhatte, aus der Firma auszusteigen. Während Ines Bergner davon überzeugt ist, dass ihr Mann erschossen wurde, weil sie einen kleinen Blutfleck gesehen haben will, gibt es Anzeichen, dass ihr Mann noch einmal in seinem Büro aufgetaucht ist, um etwas zu suchen. Da aber Ines Bergner einen Tag später jemanden nachts aus ihrem Haus schleichen sieht, hält auch sie es für möglich, dass ihr Mann doch lebt. Sie ruft die Polizei und gesteht Brinkmann, dass sie seit einiger Zeit einen Privatdetektiv beauftragt hat, der ihren Mann beschatten sollte, weil sie befürchtet hatte, dass er ihr untreu geworden war. Als Brinkmann und sein Assistent Wegner den Detektiv aufsuchen wollen, finden sie ihn tot in seinem Büro. Er wurde erschossen und sein Schreibtisch durchwühlt. Zum Glück hatte sich Ines Bergner im Vorfeld die letzten Fotos der Observierung geben lassen. Dabei ist auf einem Foto zu erkennen, dass jemand, der Bergner sein könnte, am Abend seines Verschwindens mit seinem Auto und einer Beifahrerin das Werk verlassen hatte. Beide sind aber nicht eindeutig zu erkennen.
Inzwischen wird auf dem Wohn-Grundstück von Christa Rako die Leiche von Bergner gefunden. Da sich dort zuletzt ihr Sohn Bertie vor seinen Verfolgern versteckt hielt, gerät er in Verdacht. Christa Rako hält das für sehr unwahrscheinlich, denn ihrer Meinung nach hatte Bertie seinen Vater bewundert. Die Kriminaltechnische Untersuchung bestätigt den Todeszeitpunkt von Ines Bergners erster Meldung. Zudem wurde er mit derselben Waffe erschossen wie der Detektiv.
Brinkmann lässt daraufhin die Alibis der unmittelbaren Kollegen überprüfen. Unerwartet wird er danach von Vertretern des BND aufgesucht. Ihnen wurden parallel die Kopien der Akten zur Überprüfung übersandt und dabei sind sie bei dem Foto von Bergners Fahrer, Werner Uschkureit, stutzig geworden. Sie suchen diesen Mann, von dem sie bisher nur ein Foto und keinen Namen hatten, in einer Spionageangelegenheit und wollen ihn nun observieren. Uschkureit bemerkt dies und setzt sich ab. Brinkmann findet heraus, dass Bergners Sekretärin Gerda Buthe für Uschkureit Unterlagen kopieren wollte, wobei sie von ihrem Chef ertappt wurde. Buthe gibt an, dass eine amerikanische Firma Uschkureit fünfhunderttausend Dollar für die Forschungsergebnisse des neuen Laser-Verfahrens geboten hätte. Er wollte mit ihr zusammen nach Amerika gehen und als Bergner dahinterkam, hätte Uschkureit ihn erschossen. Zusammen hätten sie die Leiche zum Auto gebracht. Sie will nicht glauben, dass er nun ohne sie weggehen würde.
Der BND setzt die Überwachung Uschkureits fort, um auch an dessen Auftraggeber zu gelangen. Somit gibt es höherrangige Sicherheitsinteressen des Landes und Brinkmann muss tatenlos zusehen, wie ein zweifacher Mörder in einen Zug steigt und Frankfurt verlässt.

## Rezeption

### Einschaltquoten
Die Erstausstrahlung von Kopflos am 22. Januar 1989 erreichte für Das Erste einen Marktanteil von 64,60 Prozent und wurde in Deutschland von 17,91 Millionen Zuschauern gesehen.

### Kritiken
Die TV-Spielfilm-Fernsehzeitung meint zu diesem Tatort aus Frankfurt: „Etwas behäbig, aber überzeugend gespielt.“